# Kartarpur
Kartarpur là một thành phố và là nơi đặt hội đồng đô thị (municipal council) của quận Jalandhar thuộc bang Punjab, Ấn Độ.

## Địa lý
Kartarpur có vị trí 31°26′B 75°30′Đ / 31,44°B 75,5°Đ Nó có độ cao trung bình là 228 mét (748 feet).

## Nhân khẩu
Theo điều tra dân số năm 2001 của Ấn Độ, Kartarpur có dân số 25.152 người. Phái nam chiếm 54% tổng số dân và phái nữ chiếm 46%. Kartarpur có tỷ lệ 69% biết đọc biết viết, cao hơn tỷ lệ trung bình toàn quốc là 59,5%: tỷ lệ cho phái nam là 72%, và tỷ lệ cho phái nữ là 66%. Tại Kartarpur, 12% dân số nhỏ hơn 6 tuổi.